# Leptotrichum difficile
Leptotrichum difficile là một loài rêu trong họ Ditrichaceae. Loài này được Duby Müll. Hal. mô tả khoa học đầu tiên năm 1900.